# Abdallah ag Oumbadougou

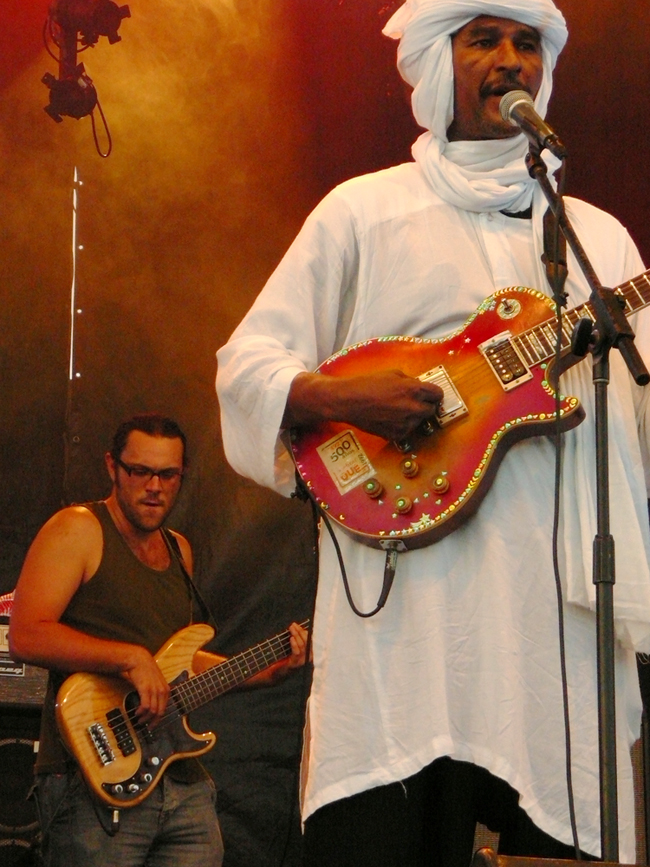
Abdallah ag Oumbadougou (rechts) im Jahr 2008

Abdallah ag Oumbadougou (* um 1962 in Tchimoumouneme bei Ingall; † 4. Januar 2020 in Agadez) war ein nigrischer Musiker (Gitarre, Gesang). Er war Angehöriger der Tuareg und kämpfte als Aktivist für die Rechte seines Volkes. Er gilt als einer der Väter des „Tuareg-Blues“, der Rock und Blues mit traditioneller Tuareg-Musik kombiniert.

## Biografie
Als Teenager brachte sich Abdallah ag Oumbadougou das Gitarrespielen selbst bei. Die Hungersnot der 1970er und 1980er Jahre veranlasste viele junge Tuareg, in den Nachbarländern Arbeit zu suchen. Abdallah ag Oumbadougou versuchte 1984 sein Glück in Algerien, später in Libyen. An den Abenden musizierte er für seine Freunde. 1987 gründete er in Libyen seine erste Musikgruppe Takrist n’Akal („das Land aufbauen“).
Er kam in seinem Heimatland mehrmals in Gefängnis. In Libyen wurde er paramilitärisch ausgebildet. Während der Tuareg-Aufstände in der ersten Hälfte der 1990er Jahre schloss er sich den Rebellen an. Seine Musik wurde verboten, verbreitete sich jedoch im Untergrund.
Im Jahr 1995 kam es zu Friedensvereinbarungen in Niger. Abdallah ag Oumbadougou kehrte offiziell in seine Heimat zurück. 1996 gründete er die Gruppe Oyiwan, die Musik zum Film Imûhar‘, une légende von Jacques Dubuisson (1997) beisteuerte.
Im Jahr 2005 gründete Abdallah ag Oumbadougou mit anderen das Musikerkollektiv Desert Rebel. Im gleichen Jahr entstand die Filmdokumentation Ishumars, les rockeurs oubliés du désert („die vergessenen Rocker der Wüste“) von François Bergeron über die Tuareg-Rebellion und die Entstehung des Tuareg-Blues.
Abdallah ag Oumbadougou starb 2020 an den Folgen einer langen Erkrankung.

## Diskografie
- 2002: Imawalen
- 2004: Afrikya
- 2006: Desert Rebel[5]
- 2012: Zozodinga